# Łososina Górna (przystanek kolejowy)
Łososina Górna – przystanek osobowy w Limanowej, w dzielnicy Łososina Górna, w województwie małopolskim w Polsce; leży na Turystycznym Szlaku Kolejowym Przez Karpaty.